# Hortensja krzewiasta
Hortensja krzewiasta, h. krzaczasta, h. drzewiasta, (Hydrangea arborescens L.) – gatunek roślin z rodziny hortensjowatych. Pochodzi z Ameryki Północnej. Jest uprawiany w wielu krajach świata (również w Polsce) jako roślina ozdobna.

## Morfologia

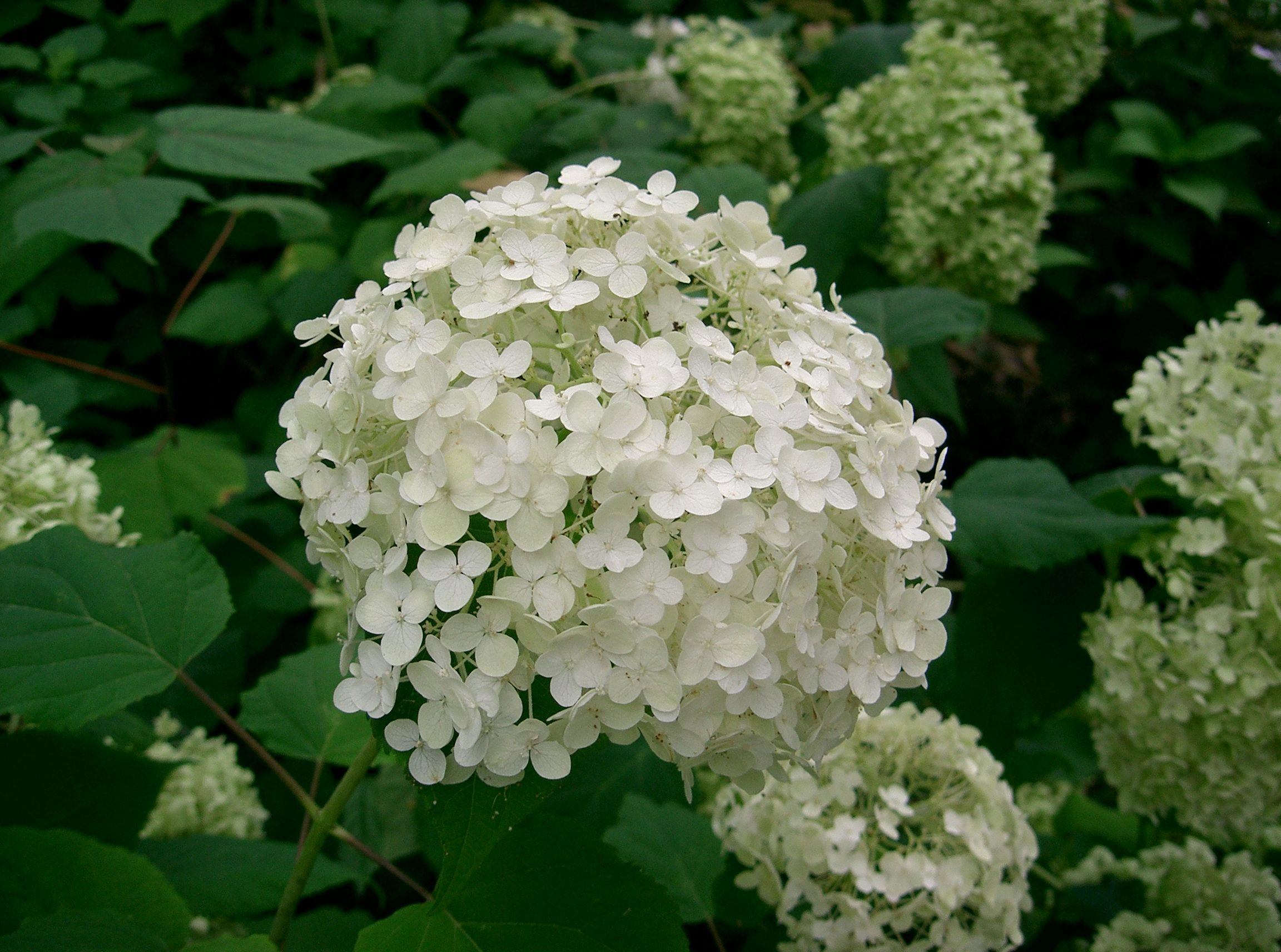
`Annabelle`

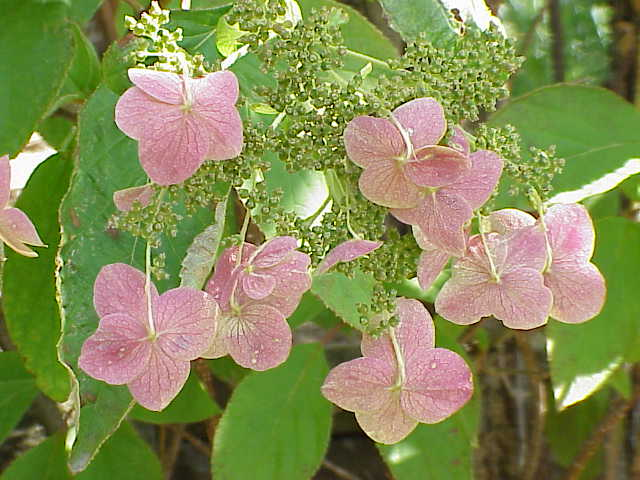
Var. discolor

PokrójCieniolubny krzew o wysokości 1,8-2,4 m i zwykle jeszcze większej szerokości. Tworzy luźne, składające się z wielu oddzielnych pędów kępy.
LiścieDuże, pojedyncze, o ząbkowanych brzegach i długości do 15 cm.
KwiatyZebrane w duże kwiatostany składające się z małych, białych kwiatów, które z czasem zmieniają barwę na zieloną. Oprócz kwiatów płodnych występują większe, pełniące rolę powabni kwiaty płonne.

## Zmienność
Występuje w kilku podgatunkach:
- Hydrangea arborescens L. subsp. arborescens
- Hydrangea arborescens subsp. discolor (Ser. ex DC.) E. M. McClint., syn. Hydrangea cinerea Small
- Hydrangea arborescens subsp. radiata (Walter) E. M. McClint., syn. Hydrangea radiata Walter